# 凱爾湖
凱爾湖是德國的湖泊，位於該國北部，由石勒蘇益格－荷爾斯泰因負責管轄，面積5.6平方公里，海拔高度24米，最大水深27米，該湖在冰河時期晚期形成。